# Дења (Савона)
Дења је насеље у Италији у округу Савона, региону Лигурија.
Према процени из 2011. у насељу је живело 69 становника. Насеље се налази на надморској висини од 364 м.